# 小林森治
小林森治（こばやしもりじ、1932年 - 2006年5月11日）は、栃木県佐野市出身の日本のアマチュア園芸家（バラ育種家）。純粋な交配のみでの青いバラの作出に挑み、複数の青いバラの品種を世に送り出した。本業は、電気技師。

## 人物
会社勤めの傍らで、20代からバラやボタンなどの栽培を始めた。「色々と美しい花はあるが、世にないものを作りたい」という思いに至り、青いバラの交配による育種にのめり込むようになる。人工交配による青バラづくりを1961年から始め、10年経てば挫折する人が相次ぐ中でも諦めずに育種を続けた。1970年ごろに、当時にしてみればかなり赤みの抜けた青バラを咲かせることに成功したが、梅雨の長雨で枯らしてしまったこともあったという。毎朝5時起き、昼休みには一時帰宅、夜は9時までバラいじりに没頭。次男が生まれた時もバラの種子を病院に持ち込み、発芽しやすくするためにヤスリがけを行い、長男の結婚式の日も庭いじりをやめなかった。
バラ育種を始めて2年目の1963年に「みかも」の作出を皮切りに、複数の品種を作出し発表していった。26年目の1986年に「オンディーナ」の作成に成功し青いバラへの可能性が見つける。「オンディーナ」と「マダム・ビオレ」を交配し1992年に作出し、1999年に品種登録された「青竜」（「青龍」と表記されることがあるが正式登録名は「青竜」）は、交配種のバラでありながら青い色素を持つ希少種で、青いバラの中では最も青いと評され、遺伝子組み換えでしか実現不可能と考えられていた常識を覆した画期的な品種ではないかとまで言われる。後年になって、青竜を含むいくつかの青いバラから青い色素のロゼシアニンが発見されている。
青竜以外も、「たそがれ」「わたらせ」「紫の園」などの青いバラを発表しており、妻への感謝の気持ちを込めて名付けた「きよみ」や第3回ぎふ国際ローズコンテスト銅賞を受賞した「ホワイト・キャット」など青いバラ以外の品種も作出している。
2006年5月11日、心筋梗塞のため死去。満74歳没。没後、小林の育てていたバラはとちぎ花センターに寄贈され公開されている。また、小林が遺した種子の中から「青のレクイエム」や「篤姫」が死後に作出・発表されている。

## 作出品種・受賞歴
一部の品種は、農林水産省の品種登録迅速化総合電子化システムでの登録者名が妻の名義になっている。
- バラ
  - みかも - 1963年作出[4]
  - たそがれ - 1977年作出[10]
  - わたらせ - 1977年作出[11][12]
  - 紫の園 - 1980年作出、1985年[13]日本ばら会国際ばら新品種コンクール銅賞受賞[14]
  - ホワイト・キャット - 1984年作出、第3回ぎふ国際ローズコンテスト銅賞受賞[8]
  - きよみ - 1985年作出[15]
  - オンディーナ - 1986年作出、1995年花の文化展新花コンテスト 銀賞[16][17]
  - 青竜 - 1992年作出[18][19]
  - すみれの丘 - 2004年作出[20][21]
  - 思い出 - 2006年作出[22][23]
  - ターンブルー - 2006年作出（死去年）[24][25]
  - 青のレクイエム - 2007年作出（没後）[26]
  - 青の軌跡 - 2008年発表（没後）[27]
  - 篤姫 - 2010年作出・発表（没後）、第28回全国都市緑化かごしまフェアで篤姫をイメージするバラに選定[28][29]
  - 青雅 - 発表年不明[30]
- アメリカフヨウ
  - 日の出 - 2004年登録出願[31]

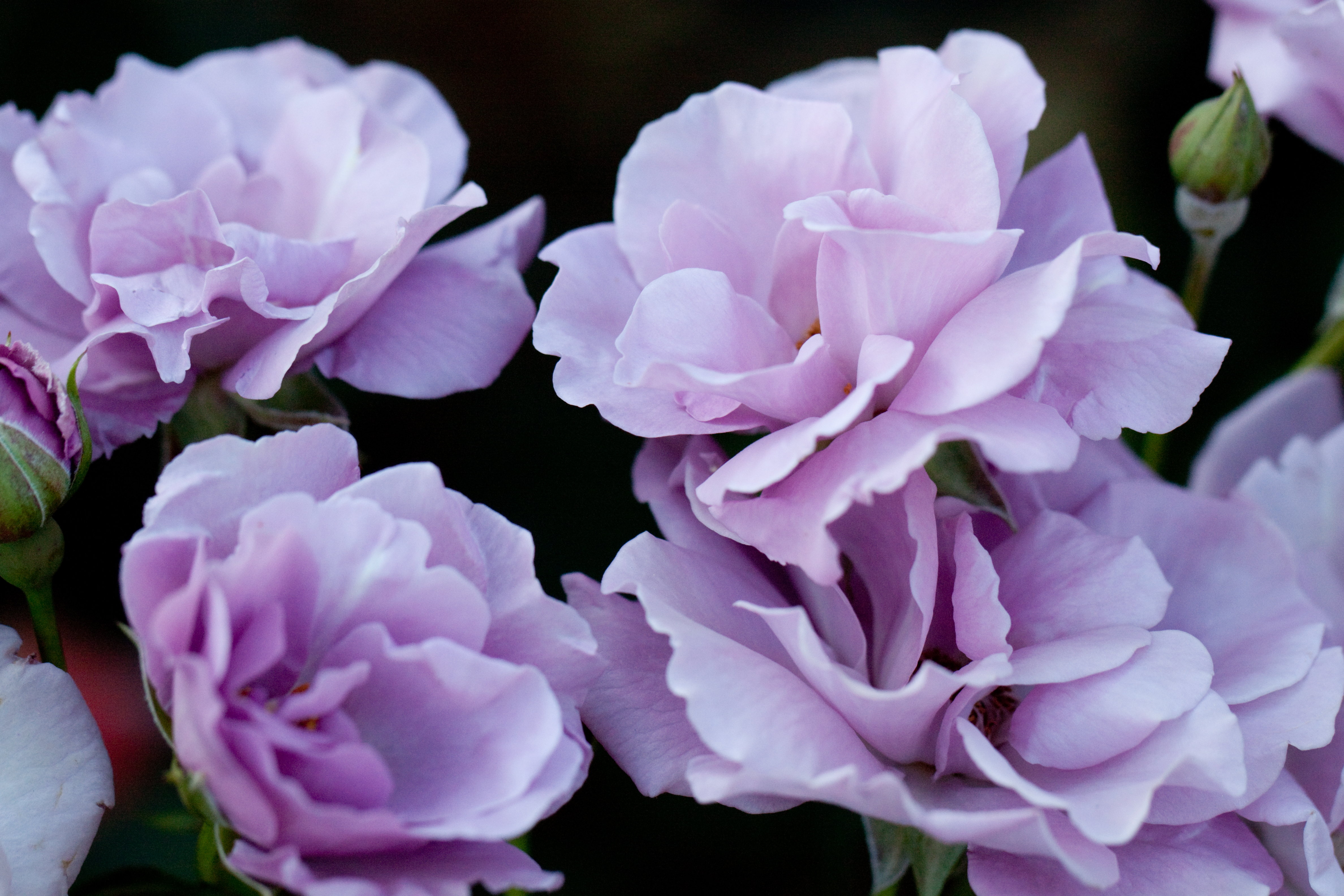
たそがれ
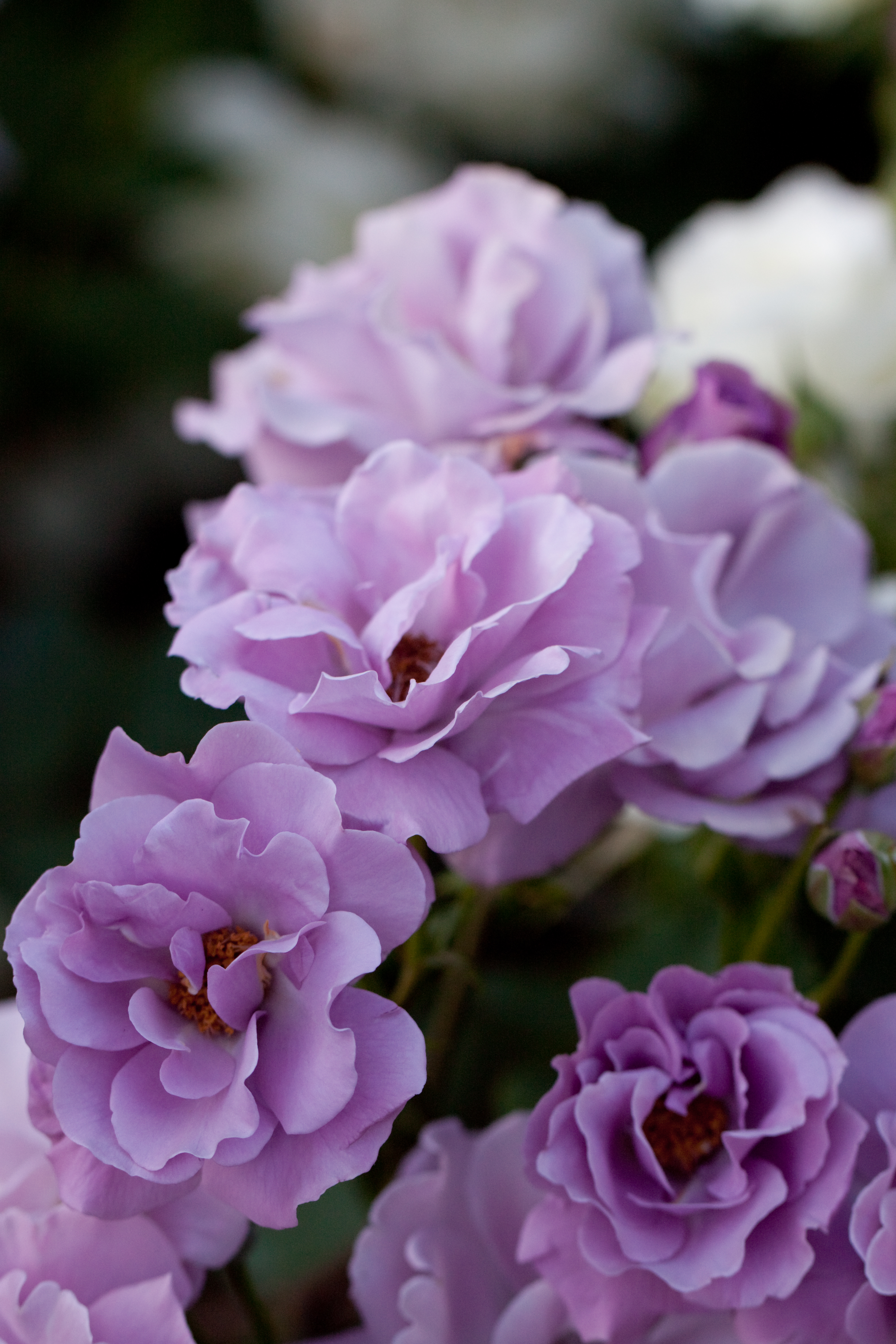
たそがれ
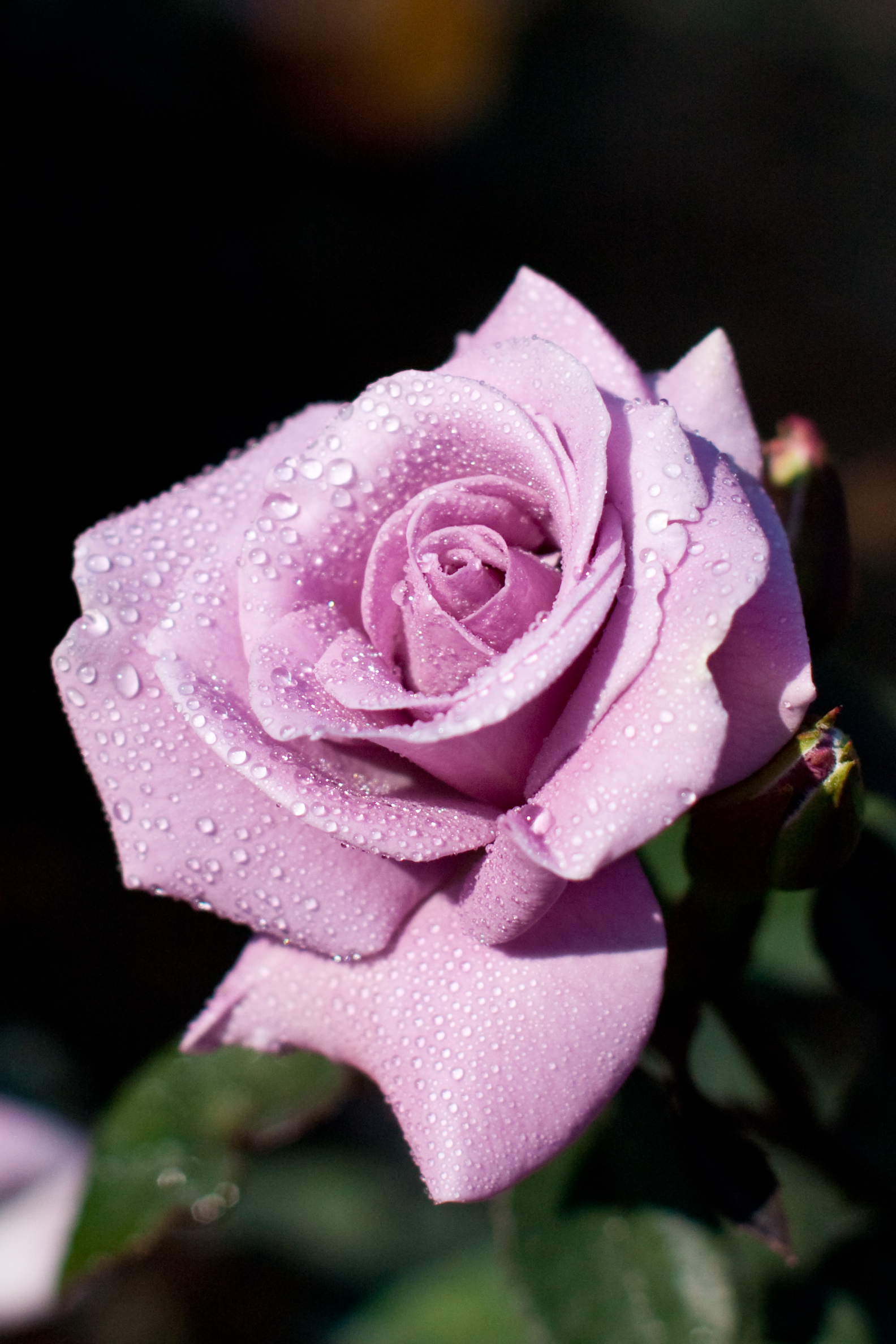
たそがれ
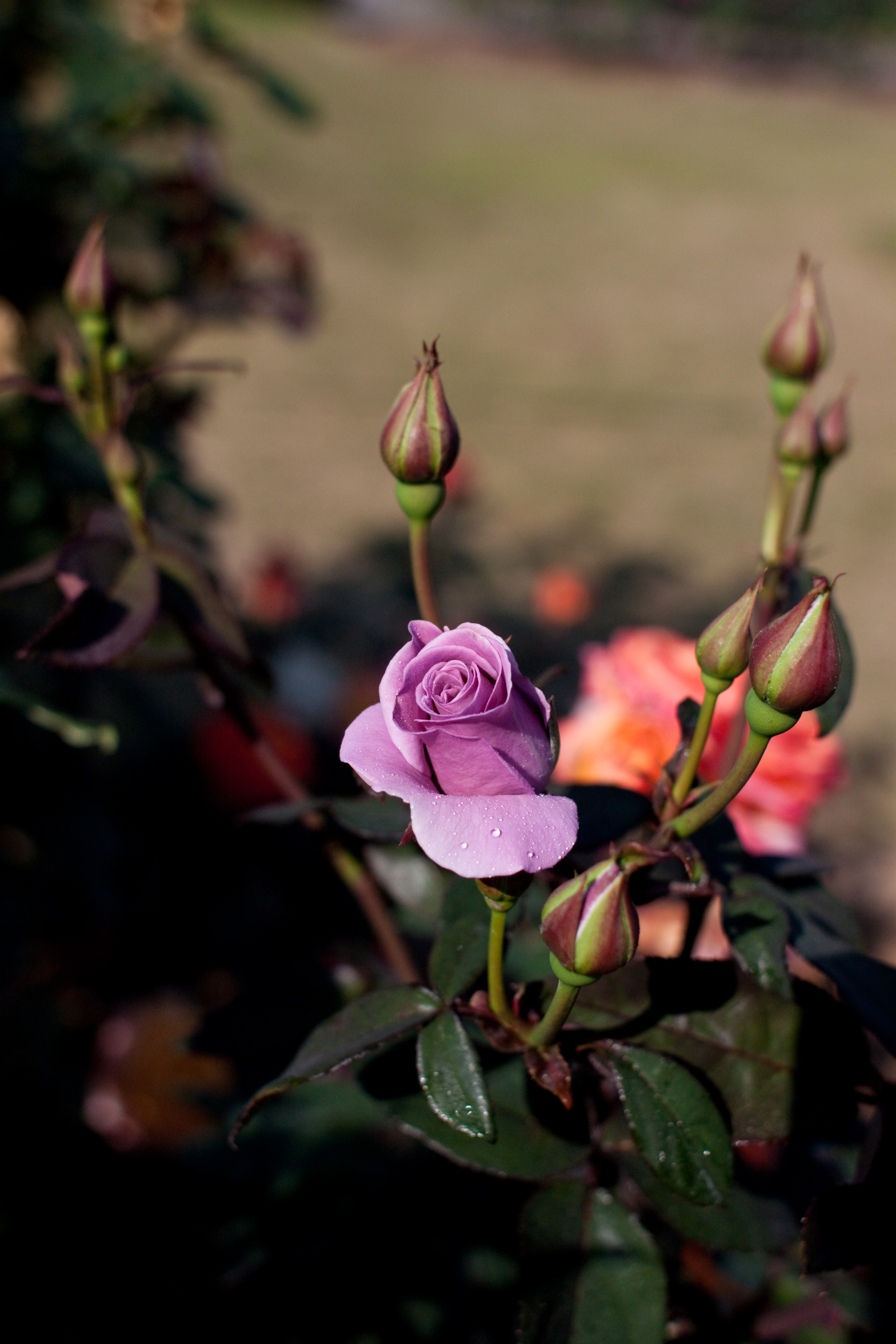
たそがれ